# マハチカラ・ウイタシュ国際空港
マハチカラ・ウイタシュ国際空港（ロシア語: Международный аэропорт Махачкала (Уйташ)、英語: Makhachkala Uytash International Airport）は、ロシア・マハチカラにある空港。

## 概要
ダゲスタン共和国の首都マハチカラ市内から16km離れたカラブダフケント地区に位置している。また、当空港は、民間航空に加えて、ロシア連邦保安庁とロシア連邦内務省の航空機も使用する。2011年12月まで、ダゲスタン航空が同空港を拠点としていた。現在はルスラインが同空港を拠点にロシア国内および海外の多くの目的地に就航している。
2009年1月15日にロシア内務省のイリューシンIl-76同士が地上で衝突する事故が発生した(2009年ロシア内務省Il-76衝突事故)。

## 就航航空会社と就航都市

### 国内線
| 航空会社             | 就航地 |
| -------------------- | --- |
| アエロフロート       | モスクワ/シェレメーチエヴォ |
| S7航空               | モスクワ/ドモジェドヴォ |
| ロシア航空           | モスクワ/ヴヌーコヴォ、サンクトペテルブルク                                                                                     |
| ポベーダ             | モスクワ/ヴヌーコヴォ、サンクトペテルブルク、スルグト                                                                           |
| ウラル航空           | モスクワ/ドモジェドヴォ、ニジネヴァルトフスク                                                                                   |
| UTエアー             | モスクワ/ヴヌーコヴォ、ソチ、ミネラーリヌィエ・ヴォードィ                                                                       |
| ノードウィンド航空   | サンクトペテルブルク、カザン、クラスノヤルスク、チェリャビンスク、オレンブルク、ニジニ・ノヴゴロド、 サマーラ、チュメニ、ウファ |
| アジムート           | ソチ、クラスノダール、ロストフ・ナ・ドヌ、ペルミ                                                                                |
| ヤクーツク航空       | モスクワ/ドモジェドヴォ |
| スマータヴィア       | モスクワ/ドモジェドヴォ |
| ノルドスター         | モスクワ/ドモジェドヴォ |
| レッドウィングス航空 | モスクワ/ドモジェドヴォ、エカテリンブルク、ノーヴィ・ウレンゴイ                                                                 |

### 国際線
| 航空会社             | 就航地                                                     |
| -------------------- | ---------------------------------------------------------- |
| レッドウィングス航空 | イスタンブール、アンタルヤ、テルアビブ、ブハラ、ビシュケク |
| イル・アエロ         | アンタルヤ                                                 |
| アゼルバイジャン航空 | バクー                                                     |
| SCAT航空             | アクタウ                                                   |
| フライドバイ         | ドバイ                                                     |